# Тияна Дапчевич
Тияна Дапчевич (на македонска литературна норма: Тијана Дапчевиќ), позната още само с малкото си име, е известна поп певица, изнасяща концертна дейност предимно в Сърбия. Родена е в семейството на баща македонски българин и майка сръбкиня от Босна и Херцеговина – Велко и Бранка. Нейна сестра е певицата Тамара Тодевска. Омъжена е за Милан Дапчевич, сръбски предприемач.
Една от хитовите ѝ песни е „Све је исто, само њега нема“ (Всичко е същото, само той не е тук), където той е бившият югославски президент Йосип Броз Тито. Песента пародира комунизма и се състои от части на различни езици – сръбски, бошняшки, хърватски, словенски и македонски.
През 1999 година се дипломира във Факултета по музикални изкуства в Скопие.
През 2002 година печели проведения в Херцег Нови фестивал „Сунчане скале“ с песента „Негатив“. Композирана от Дарко Димитров, тя е включена във втория ѝ студиен албум, носещ същото заглавие. Също така певицата печели първо място на Сръбския радиофестивал с песента „Јулијана“ през 2006 година.
На „Европесма 2006“ (селекция на песен за „Евровизия“ в Сърбия и Черна гора) песента ѝ „Грех“ се класира осма с 27 точки. Тя е включена в албума „Жуте минуте“, издаден през лятото на 2007 година.
Певицата живее в Белград.

## Евровизия 2014
На 28 август 2013 година е избрана от Македонската радио-телевизия да представи Република Македония на „Евровизия 2014“ в Дания. През август потвърждава, че ще включи сестра си Тамара в песента си за „Евровизия“, най-вероятно като беквокалист.
Певицата остава на тринадесето място във втория полуфинал на конкурса и не успява да класира страната на финал.